# Stanley Clarke (album)
Albums de Stanley Clarke
Children of Forever
(1973) Journey to Love
(1975)
Stanley Clarke est le deuxième album solo du bassiste et contrebassiste américain de jazz fusion Stanley Clarke.

## Historique
Enregistré au Electric Ladyland Studio à New York et mixé aux Paragon Studios à Chicago, il est paru en 1974 sous le label Nemperor, un label de Warner, et fut distribué par WEA Records.
L'album a été réédité en CD en 1991 par Sony Music Entertainment sous le label Epic, avec un minutage légèrement différent du disque vinyle d'origine.

## Description
Cet album a permis à Stanley Clarke de donner toute la mesure de son talent à la basse électrique et à la  contrebasse, remarquable secondé par les envolées d'orgue et de synthétiseur de Jan Hammer et par la batterie de Tony Williams.
La seconde partie de l'album (Spanish Phases for Strings & Bass et Life Suite) présente une coloration acoustique et orchestrale qui contraste avec la première partie, plus électrique et plus rythmée.

## Titres
Toutes les compositions sont de Stanley Clarke sauf Spanish Phases for Strings & Bass, composé par Michael Gibbs, et les paroles de Yesterday Princess, composées par Stanley et Carolyn Clarke.

### Face 1
1. Vulcan Princess 4:00
2. Yesterday Princess 1:41
3. Lopsy Lu 7:03
4. Power 7:20

### Face 2
1. Spanish Phases for Strings & Bass 6:28
2. Life Suite
  1. Part I 1:48
  2. Part II 4:17
  3. Part III 1:03
  4. Part IV 6:41

## Musiciens

### Musiciens principaux
- Stanley Clarke : guitare basse, contrebasse, piano, chant
- Jan Hammer : claviers, synthétiseur, piano, piano électrique, orgue
- Bill Connors : guitare acoustique et électrique
- Tony Williams : batterie

### Musiciens additionnels
- Airto Moreira : percussions (B2)
- Peter Gordon : flugelhorn (A1, B2, B3)
- James Buffington : cor français (A1, B2, B3)
- David Taylor – trombone (A1, B2, B3)
- Garnett Brown : trombone (A1, B2, B3)
- Jon Faddis : trompette (A1, B2, B3)
- Lew Soloff : trompette (A1, B2, B3)
- David Nadien, Charles McCracken, Jesse Levy, Carol Buck, Beverly Lauridsen, Harry Cykman, Harold Kohon, Paul Gershman, Harry Lookofsky, Emanuel Green : section de cordes (B1, B2)
- Michael Gibbs : arrangements de cordes et de cuivres